# 시베리아잎갈나무
시베리아잎갈나무는 시베리아·몽골 북동부 인접지역·중국 북동부(헤이룽장성)·한반도 일대에 서식하는 잎갈나무류 가운데 하나이다.

## 특징
시베리아잎갈나무는 높이(樹高) 10~30m(드물게는 40m까지) 가슴둘레크기(胸高直徑) 1m에 달하는 낙엽교목(落葉喬木) 침엽수이다. 나무의 형태(樹冠)는 넓은 원뿔형이다. 주가지와 겉가지의 높낮이가 거의 없으며, 겉가지는 거의 처지지 않는다. 눈은 두 종류로, 여러 개의 작은 눈이 달리는 긴 눈(보통 길이 5~30cm)과 1~2mm 길이에 작은 눈 하나가 달리는 짧은 눈으로 나뉘어 성장한다. 잎은 바늘 모양(針葉)이고 연녹색이며 길이 2~3cm이다. 가을에 낙엽이 지기 전에 밝은 노란색에서 주황색으로 변하며, 다양한 솜털이 붙은 적갈색의 눈(겨울눈, 冬芽)이 다음 봄까지 드러나 있다.
구과는 곧추 서 있으며 타원형이고 길이는 1~2cm(거의 2.5cm)이며, 15~25개의 적당히 밖으로 굽은 종린이 달린다. 구과는 녹색(거의 보라색)을 띠며, 익으면 구과의 색이 갈색으로 변해 수분 후 3~5개월이 지나면 씨앗을 방출하기 위해 종린이 열리게 된다. 오래된 구과는 대개 수 년 동안 나무에 달려있으며, 칙칙한 회색-검정색으로 변한다.

## 분류 및 체계
종소명은 요한 게오르그 그멜린(Johann Georg Gmelin)을 기리고자 하는 의미에서 그의 성씨를 붙인 것이다. 종의 다양성 때문에 여러 식물학 논문에서 수많은 학명이명을 획득했다.(L. cajanderi, L. dahurica, L. kamtschatica, L. komarovii, L. kurilensis, L. lubarskii, L. ochotensis)
시베리아잎갈나무는 예니세이 계곡을 따라 만나는 시베리아 중부 및 서부가 산지인 L. sibirica와 교배시키면 Larix × czekanowskii라는 이름의 교잡종이 탄생하게 된다.

### 아종 및 변종
2022년 4월 기준, <Plants of the World Online>에서는 네 종의 변종을 인정한다.
- Larix gmelinii var. gmelinii: 예니세이 계곡 동부에서 캄챠카에 걸쳐 종의 대다수가 분포해 있다.
- Larix gmelinii var. japonica: 쿠릴 열도 및 사할린
- 잎갈나무(Larix gmelinii var. olgensis): 북한, 헤이룽장성, 러시아 프리모르스키 크라이의 시호테알린산맥. 가끔씩 다른 종(Larix olgensis)으로 구분하기도 한다.[3]
- 루프레히트잎갈나무(Larix gmelinii var. principis-rupprechtii, syn. Larix principis-rupprechtii): 시베리아잎갈나무 분포지대에서 약 1,000km 거리에 있는 베이징 서부의 우타이산산맥에 있는 분리지대에 분포하며, 더 큰(2~4cm) 구과와 더 많은 침엽을 가지고 있다.